# 주머니고양이족
주머니고양이족(Dasyurini)은 주머니고양이목 주머니고양이과에 속하는 생물 족 분류의 하나이다. 물가라와 코와리, 쿠올 등을 포함하고 있다.

## 하위 분류
- 물가라속 (Dasycercus)
  - 붓꼬리물가라 (Dasycercus blythi)
  - 볏꼬리물가라 (Dasycercus cristicauda)
- 칼루타속 (Dasykaluta)
  - 작은붉은칼루타 (Dasykaluta rosamondae)
- 코와리속 (Dasyuroides)
  - 코와리 (Dasyuroides byrnei)
- 쿠올속 (Dasyurus) - 쿠올 (quoll)
  - 뉴기니쿠올 (Dasyurus albopunctatus)
  - 서부쿠올 (Dasyurus geoffroii)
  - 북부쿠올 (Dasyurus hallucatus)
  - 호랑이쿠올 또는 호랑이주머니고양이 (Dasyurus maculatus)
  - 브론즈쿠올 (Dasyurus spartacus)
  - 동부쿠올 (Dasyurus viverrinus)
- 세줄무늬주머니고양이속 (Myoictis)
  - 울리세줄무늬주머니고양이 (Myoictis leucura)
  - 세줄무늬주머니고양이 (Myoictis melas)
  - 월리스주머니고양이 (Myoictis wallacii)
  - 테이트세줄무늬주머니고양이 (Myoictis wavicus)
- 스펙클주머니고양이속 또는 얼룩주머니고양이속 (Neophascogale)
  - 스펙클주머니고양이 또는 얼룩주머니고양이 (Neophascogale lorentzi)
- 디블러속 (Parantechinus)
  - 디블러 (Parantechinus apicalis)
- 주머니땃쥐속 (Phascolosorex)
  - 붉은배주머니고양이 (Phascolosorex doriae)
  - 좁은줄무늬주머니땃쥐 (Phascolosorex dorsalis)
- 가짜안테키누스속 (Pseudantechinus)
  - 사암디블러 (Pseudantechinus bilarni)
  - 살찐꼬리가짜안테키누스 (Pseudantechinus macdonnellensis)
  - 알렉산드리아가짜안테키누스 (Pseudantechinus mimulus)
  - 닝빙가짜안테키누스 (Pseudantechinus ningbing)
  - 로리가짜안테키누스 (Pseudantechinus roryi)
  - 울리가짜안테키누스 (Pseudantechinus woolleyae)
- 사르코필루스속 (Sarcophilus)
  - 태즈메이니아데빌 또는 태즈메이니아주머니너구리 (Sarcophilus harrisii)